# Theater am Kärntnertor

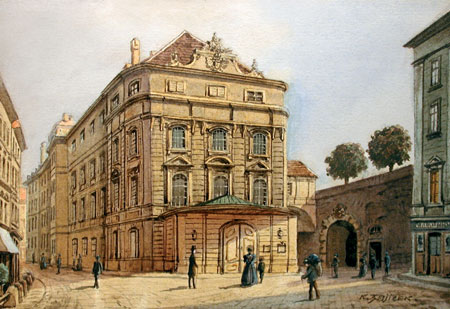
Theater am Kärntnertor

Theater am Kärntnertor lub Kärntnertortheater (tłum. Teatr przy bramie Karynckiej) – pierwszy stały teatr w Wiedniu, w Austrii. Zbudowany przez gminę miasta w 1708 roku.
W 1712 roku budynek wydzierżawił aktor Joseph Anton Stranitzky (1676–1726), który występował w nim jako klaun.
14 marca 1741 otwarto inny teatr wiedeński: Burgtheater, który zaczął spychać w cień Theater am Kärntnertor. 23 maja 1814 wystawiono w teatrze operę Beethovena Fidelio, a 7 maja 1824 roku odbyła się tamże premiera jego IX symfonii.
W latach dwudziestych XIX wieku wystawiał w nim swoje opery Franz Schubert. W 1829 roku wystąpił tam Fryderyk Chopin.
Niemiecki kompozytor Otto Nicolai był dyrektorem teatru od 1841 roku.
W 1845 roku debiutowała w nim tancerka Katharina Lanner (1829–1908).
Dewiza teatru: Spectacel müssen seyn.